# Магнуссон, Матс
Матс Туре Магнуссон (10 июля 1963 года, Хельсингборг, Швеция) — шведский футболист, нападающий. Лучшие годы своей карьеры провёл в португальском клубе «Бенфика».

## Мальмё и Серветт
Магнуссон начал свою карьеру в шведском клубе Мальмё. В 1981 году он провёл за свой клуб лишь один матч в чемпионате Швеции. В 1982 на его счету было уже четыре игры, а в 1983 лишь одна игра за клуб. В 1984 Матс сыграл 20 матчей и забил 13 голов, а его клуб занял 3 место и попал в кубок УЕФА. В 1985 году нападающий 12 матчей и забил 7 голов. В том сезоне его клуб стал чемпионом Швеции, а сам футболист перешёл в швейцарский Серветт. В сезоне 1985/86 швед сыграл 22 матча и забил 14 голов. В 1986 году футболист вернулся на родину. В том году нападающий провёл на поле 8 матчей и забил 2 мяча, а его команда выиграла чемпионат страны. В 1987 году он в третий раз стал чемпионом Швеции. В том сезоне на его счету было 12 голов в 17 матчей. В том году он во второй раз уехал за границу.

## Бенфика
В 1987 году нападающий перешёл в лиссабонскую Бенфику. В сезоне 1987/88 он сыграл 26 матчей и сумел забить 13 голов, а его клуб занял второе место в чемпионате Португалии. В 1988 году его клуб дошёл до финала Кубка европейских чемпионов, в котором победу одержал нидерландский клуб ПСВ. В следующем сезоне нападающий провёл на поле 27 матчей и забил лишь 7 мячей, а его клуб стал чемпионом страны. В 1989 году клуб возглавил соотечественник шведа Свен-Ёран Эрикссон, а его одноклубником стал его партнер по Мальмё Йонас Терн. Следующий сезон стал лучшим в карьере нападающего: 33 гола в 32 матчах чемпионата, 4 гола (такое же количество мячей забил его одноклубник Вата) в кубке чемпионов, но его клуб выиграл лишь один трофей — суперкубок. В 1990 году в клуб пришёл ещё один швед — Стефан Шварц. В сезоне 1990/91 швед во второй раз стал чемпионом Португалии. В сезоне 1991/92 сыграл 22 матча и забил 9 голов. Его клуб занял 2 место в чемпионате, а Магнуссон, Терн и Эрикссон покинули клуб.

## Хельсингборг
В 1992 году Матс перешёл в клуб Хельсингборг. В том сезоне нападающий сыграл 22 матча и забил 19 голов, а его клуб вышел в высшую лигу. В 1993 футболист сыграл 25 матчей и забил 8 мячей, а «Хельсингборг» финишировал 9-м. В 1994 Магнуссон завершил карьеру футболиста.

## Сборная Швеции
Благодаря успешной игре за «Мальмё», футболист получил вызов в сборную. Дебют футболиста за сборную страны состоялся 22 августа 1984 года в матче с мексиканцами (1-1). Свой первый гол за сборную футболист 11 сентября 1985 года в матче с Данией (3-0). В том году швед сыграл ещё два матча за сборную и забил один гол. На протяжении нескольких лет Магнуссон являлся игроком основного состава сборной. Свой последний матч за сборную он сыграл 10 июня 1990 года против бразильцев (1-2). За шесть лет шведский футболист сыграл 30 матчей и забил 9 голов.

## Достижения
- Чемпион Швеции: 1985 , 1986 , 1987
- Обладатель Кубка Швеции: 1984 , 1986
- Чемпион Португалии: 1988/89 , 1990/91
- Обладатель Суперкубка Португалии: 1989
- Лучший бомбардир чемпионата Португалии: 1989/90 (33)